# Luba
Luba  o San Carlos de Luba és la segona ciutat més gran de l'illa de Bioko a Guinea Equatorial, situada a 52 quilòmetres de la ciutat de Malabo, la capital de la província de Bioko Sud, n'és la capital.

## Història
A la badia de Boloko, el Comte d'Argelejos (Brigadier Don Fernando Felipe de los Santos Toro) va desembarcar el 24 octubre 1778 per a ocupar els Territoris del Golf de Guinea, a bord dels vaixells «Santa Catalina», «Soledad» i el bergantí «Santiago» i va prendre possessió del lloc en nom de Carles III. Hi va construir una petita població a la badia de Sant Carles amb el pas dels anys i la colonització espanyola de l'illa de Fernando Poo i Río Benet. A aquest petit assentament hom el va denominar Sant Carles, com a la Badia.
Amb la dictadura de Francisco Macías Nguema es va canviar el nom a San Carlos de Luba en honor de Luba, cap botuku del poblat bubi de Balaché, que va encapçalar una revolta contra els espanyols el 1910 (el seu cos descansa a l'entrada de la ciutat a Luba). Hi ha igualment diversos carrers en ciutats del país, amb el nom de Botuku Luba, en la seva memòria.

## Dades d'Interès
Es pot arribar a la ciutat per mar o per una carretera principal que uneix Luba amb la capital del país, Malabo. L'any 1999, es va obrir un port franc prop de la ciutat, creant un accés a aigües profundes per a vaixells més grans i de la indústria petroliera, una alternativa al port congestionat de Malabo per reabastir-se de combustible, aigua i altres materials. A partir de l'any 2010 s'estava construint una nova carretera des de Luba passant per Belebú Balachá passant per la Reserva científica del cràter de Luba fins a Ureca prop de la costa sud. La població estimada el 2003 era de 6.800 persones. Es troba a la costa oest, sota pics volcànics, i és un port per a la indústria de la tala d'arbres i des de l'any 2002 de la indústria petroliera. Va ser un important centre turístic internacional durant la colonització espanyola.

### Turisme
- Passeig Marítim,
- Hospital Colonial,
- Club Nàutic de Luba,
- Casino de Luba,
- Manantial d'Aigua,
- Col·legi Claret
- Monument Comte Arjelejos,
- Església de Luba.

## Història
La badia de Luba va ser descoberta del punt de vista europeu el 1471 per l'explorador portuguès Fernando Poo. Es té constància de la seva existència pel viatge que va realitzar el Comte Argelejos el 21 d'octubre de 1778. La ciutadella va ser batejada com Sant Carles causa que el Brigadier Comte Argelejos i el Tinent Coronel Primo de Rivera, van desembarcar per a primera vegada, i enarborar la bandera espanyola, en aquelles platges fernandinas, sota el regnat del rei Carles III. En honor del rei espanyol se li va donar aquest nom a la població de la badia.

## Curiositats
Crida l'atenció la platja de sorra blanca o platja d'Aleña d'una extensió d'aproximadament 4 km. El 2004 es va inaugurar una nova terminal al port de Luba destinada a vaixells petroliers.